# Conflicto entre India y Pakistán

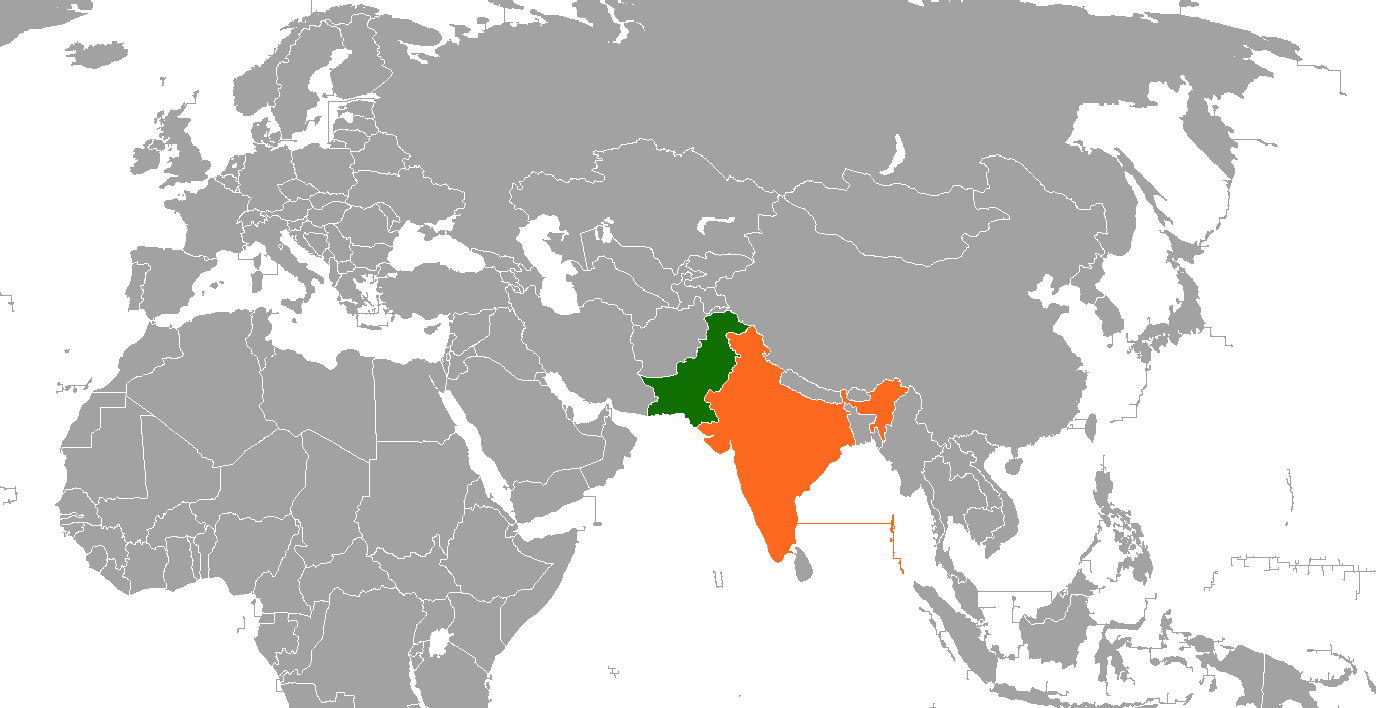
Ubicación de Pakistán (verde) e India (naranja).

El conflicto entre la India y Pakistan es una prolongada serie de confrontaciones militares y acciones de guerrilla que involucran a estas dos naciones, es un conflicto que tiene su origen en la independencia de estos países en 1947 del régimen político colonial. La disputa está centrada en la región de Cachemira,  los pakistaníes la reclaman como propia, argumentando que la población es musulmana en su mayoría.
Históricamente, la región de Cachemira constituyó un principado semiautónomo dentro de la India británica, gobernado por un monarca local bajo la soberanía de la Corona Británica.
Esta situación ha desencadenado dos guerras entre ambos países, y en 1998 estuvo cerca de desatarse una confrontación nuclear.
Estos dos países se encuentran entre los 10 más poblados del mundo, y entre ambos suman casi 1600 millones de habitantes con una superficie conjunta de unos 4 millones de km².

## Independencia

La partición de la India y el movimiento de refugiados

Al finalizar la Segunda Guerra Mundial, el Reino Unido reconoció la independencia de sus colonias en el territorio indio. La Partición de la India se produjo en 1947 con la repentina concesión de la independencia. Quienes deseaban un estado musulmán pretendían una partición clara entre un «Pakistán» independiente e igualitario y el «Indostán» una vez conseguida la independencia.
Casi un tercio de la población musulmana de la India permaneció en la nueva India.
La separación dejó secuelas, producto del difícil trazado de una frontera. La violencia intercomunitaria entre hindúes, sijs y musulmanes causó entre 200.000 y 2 millones de víctimas y dejó a 14 millones de personas desplazadas.
A los Estados principescos de la India se les proporcionó un acuerdo de adhesión para incorporarse a la India o a Pakistán.

## Guerras indo-pakistaníes
El conflicto se ha manifestado a través de varias guerras declaradas:

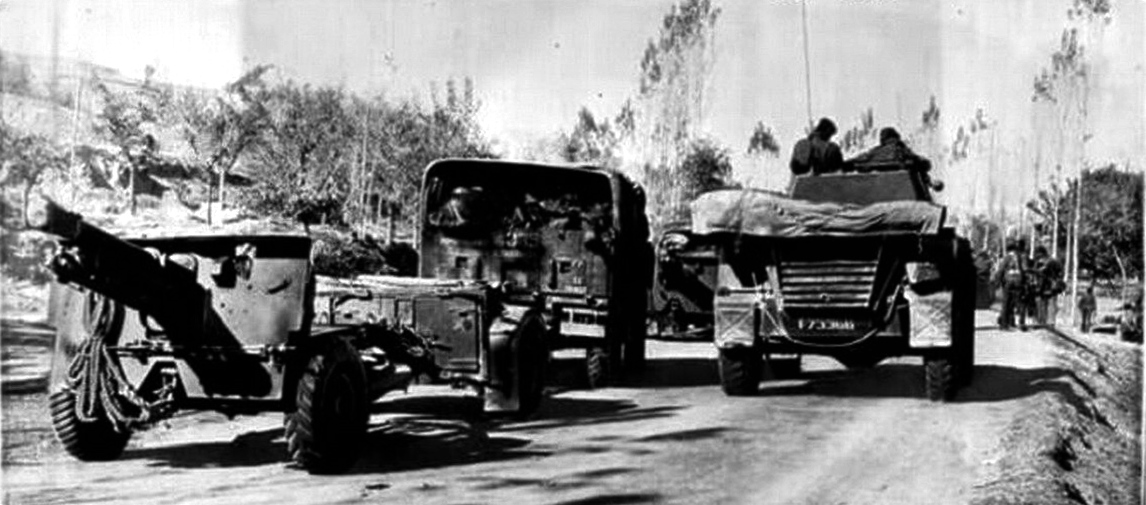
Convoy paquistaní yendo a liberar Cachemira

Primera guerra indo-pakistaní (1947-1949): Tras la partición de la India en 1947, milicias tribales con apoyo pakistaní intentaron tomar el control de Cachemira. El marajá Hari Singh, gobernante del principado con una población mayoritariamente musulmana, accedió a integrar su territorio a la India a cambio de asistencia militar. Este hecho desencadenó el primer enfrentamiento bélico entre ambas naciones. El 1 de enero de 1949, la Organización de las Naciones Unidas (ONU) estableció una Línea de Armisticio, posteriormente conocida como Línea de Control (LOC), bajo su supervisión, dividiendo Cachemira en dos sectores a la espera de un referéndum para una solución definitiva. La partición resultante comprendió Azad Cachemira (13 297 km², bajo administración pakistaní) y Jammu y Cachemira (206 703 km², bajo control indio).
Segunda guerra indo-pakistaní (1965): La segunda guerra se originó en 1965, motivada por la política anexionista de la India y las acciones de guerrilla llevadas a cabo por musulmanes pakistaníes en la región de Cachemira. El conflicto se intensificó en agosto de ese año con la infiltración de miles de insurgentes pakistaníes en la Cachemira india durante la Operación Gibraltar, buscando incitar una rebelión local. La India respondió con una invasión de la frontera internacional cerca de Lahore. Tras 17 días de enfrentamientos y la intervención de la ONU, el conflicto cesó, dejando aproximadamente 8000 bajas, principalmente del lado pakistaní. A pesar de que ambas naciones reclamaron la victoria, la opinión de los historiadores sugiere un empate estratégico.

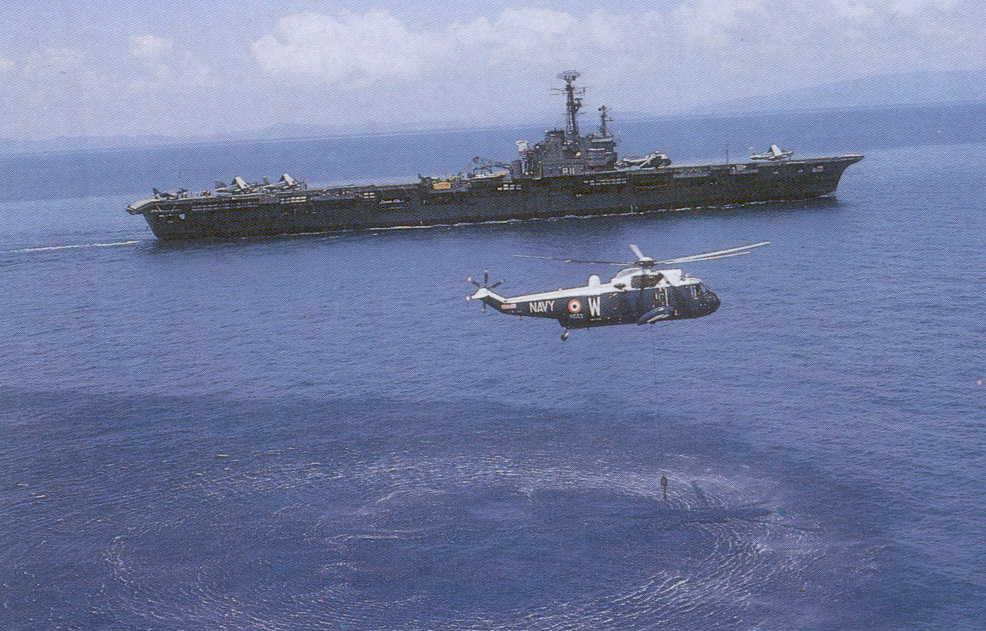
Portaaviones INS Vikrant, de la Armada India operando junto a un helicóptero Sea King de la misma.

Tercera guerra indo-pakistaní (1971): En 1971, las tensas relaciones bilaterales se exacerbaron nuevamente, dando lugar a la tercera guerra. Sin embargo, en esta ocasión, el foco del conflicto no fue Cachemira, sino el apoyo brindado por la India al movimiento independentista en Pakistán Oriental, que culminó con la creación de Bangladés tras la derrota de Islamabad 10. En 1972, India y Pakistán firmaron el Acuerdo de Shimla, en el que supuestamente la parte pakistaní reconocía la Línea de Control en Cachemira (aproximadamente 720 km), aunque esta afirmación fue posteriormente negada por Islamabad.
Cuarta guerra indo-pakistaní (1999): También conocida como Guerra de Kargil o Conflicto de Kargil, esta guerra tuvo lugar entre el 3 de mayo y el 26 de julio de 1999. La región de Kargil había sido previamente escenario de escaramuzas fronterizas, pero este conflicto representó el enfrentamiento de mayor escala y número de víctimas. Se inició a principios de mayo cuando la India detectó la infiltración de combatientes pakistaníes en el territorio bajo su administración desde febrero, como parte de la Operación Badr, cuyo objetivo era capturar la región de Kargil y forzar a la India a negociar una solución para la disputa de Cachemira. La India respondió con la Operación Vijay ("Victoria"), movilizando a su ejército, con apoyo aéreo en la Operación Safed Sagar ("Océano Blanco"), para repeler a los intrusos, que incluían soldados regulares del ejército pakistaní, y recuperar las áreas ocupadas. 
Batallas clave:
- Batalla de Tololing: El pico Tololing (más de 4800 m s. n. m.) fue inicialmente capturado por fuerzas pakistaníes. Tras un asalto       de tres semanas, las tropas indias lograron la recaptura del pico el 13 de junio, con bajas en ambos bandos.[13]
- Batalla de la Colina del Tigre: Esta fue una de las confrontaciones más intensas, librada en la Colina del Tigre (alrededor de 5000 m s. n. m.). A pesar de los contraataques iniciales indios, las fuerzas pakistaníes mantuvieron su posición hasta que el ejército indio recuperó la colina tras un asalto sostenido.[13]
- Batalla del Punto 4875: Estratégicamente crucial por su ubicación en la región de Dras, permitiendo la vigilancia de la carretera Srinagar-Leh. La ocupación encubierta por tropas pakistaníes fue revertida por un ataque del ejército indio.[13]

Diplomacia: Intentos diplomáticos, como la visita del ministro de Asuntos Exteriores pakistaní Sartaj Aziz a Nueva Delhi el 12 de junio, no lograron avances significativos. La comunidad internacional instó a Pakistán a replegarse a la Línea de Control. Finalmente, el 11 de julio, el primer ministro pakistaní Nawaz Sharif anunció la retirada de los militantes, con un plazo fijado por India hasta el 16 de julio. No obstante, los enfrentamientos esporádicos persistieron. Pakistán atribuyó el conflicto a movimientos independentistas cachemires, pero evidencia documental y declaraciones de altos funcionarios pakistaníes sugirieron la participación de fuerzas paramilitares de Pakistán.
Consecuencias: India sufrió la pérdida de 527 soldados. Aunque logró una campaña militar exitosa y recuperó el territorio infiltrado para el 26 de julio (conmemorado como Kargil Vijay Diwas), la guerra evidenció vulnerabilidades en la vigilancia fronteriza y las capacidades de inteligencia indias. Las bajas pakistaníes se estimaron entre 400 y 4000. El conflicto resultó en una grave crisis  política en Pakistán, exacerbando las tensiones entre el gobierno civil de Sharif y el ejército liderado por Pervez Musharraf, lo que culminó con un golpe de estado militar en octubre de 1999.

## Movimiento independentista en la Cachemira india
Durante las décadas de 1980 y 1990, surgió un movimiento armado independentista en la Cachemira administrada por la India, que ha causado un número significativo de víctimas. Si bien las cifras del gobierno indio sitúan las muertes en alrededor de 40 000 (casi 14 000 civiles), organizaciones de derechos humanos elevan esta cifra a 75 000, además de denunciar abusos por parte de las fuerzas indias. En 1998, ambos países realizaron pruebas nucleares, y en 1999 firmaron la Declaración de Lahore con el objetivo de prevenir conflictos nucleares y resolver disputas pacíficamente, acuerdo que no impidió la Guerra de Kargil.

## Incidentes posteriores y tensiones recientes
Alto el fuego y conversaciones de paz: En noviembre de 2003, se firmó un alto el fuego a lo largo de la Línea de Control en Cachemira, el primero en 56 años. En 2006, se acordó retomar el proceso de paz en La Habana, aunque los diálogos se vieron obstaculizados por atentados terroristas. Las conversaciones se suspendieron en 2008 tras los ataques en Bombay. India ha acusado repetidamente a Pakistán de apoyar el terrorismo transfronterizo. El diálogo se reanudó en 2010, seguido de un recrudecimiento de la violencia en Cachemira.
Incidentes de 2015 a 2017: Una serie de ataques, incluyendo asaltos a un autobús y una estación de policía en Gurdaspur (2015), una base aérea en Pathankot (2016), y el centro de formación del comando en Lethpora (2017), incrementaron la tensión.
Ataques de Pulwama y Balakot (2019): El 14 de febrero de 2019, un atentado suicida contra un convoy de seguridad en Pulwama causó la muerte de 46 miembros de la CRPF. El grupo Jaish-e-Mohammed, con base en Pakistán, se atribuyó la responsabilidad, aunque Pakistán negó su implicación. India respondió el 26 de febrero con ataques aéreos contra un presunto campo de entrenamiento en Balakot, Pakistán. Imágenes satelitales sugirieron daños limitados. Al día siguiente, Pakistán derribó un avión indio y capturó a su piloto. Un helicóptero indio también fue derribado por fuego amigo.
Conflicto de 2025: La tensión se intensificó nuevamente en abril de 2025 tras un ataque contra turistas en Pahalgam, reivindicado por la Resistencia de Cachemira, resultando en numerosas víctimas y una grave crisis diplomática. India acusó a Pakistán de complicidad, retiró a su embajador, cerró pasos fronterizos y suspendió acuerdos bilaterales. Pakistán negó las acusaciones. En mayo de 2025, India lanzó ataques con misiles contra presuntos objetivos terroristas en Pakistán y la Cachemira administrada por Islamabad, utilizando la doctrina "Cold Start". Ambas partes reportaron bajas y daños, con Pakistán acusando a India de "acto de guerra" y amenazando con represalias.

## Apoyo internacional
Estados Unidos: Generalmente se alinea más con la postura de India, presionando a Pakistán por su supuesto apoyo al     terrorismo y manteniendo reservas sobre la colaboración de Pakistán post-11S.
República Popular China: Es un aliado clave de Pakistán, manteniendo tensiones con India en Ladakh y considerando a Islamabad como un contrapeso regional. La cooperación incluye ejercicios militares conjuntos, intercambio de inteligencia, defensa, infraestructura y tecnología a través del Corredor Económico China-Pakistán (CPEC). China ha vetado resoluciones de la ONU propuestas por India contra Pakistán.

## Comparativa de capacidades militares
Según rankings de poder militar de 2025, India ocupa el cuarto lugar entre 145 países, mientras que Pakistán se sitúa en el duodécimo. A continuación, se presenta una comparación de sus capacidades militares:
| Comparación de capacidades militares | Comparación de capacidades militares |
| --- | --- |
| India | Pakistán |
| Ejercito; - Efectivos: 2.200.000 - Tanques: 4.201 - Vehículos blindados: Alrededor de 1,5 millones. - Artillería autopropulsada: 100 - Artillería remolcada: 3.975 - Lanzacohetes múltiples: 264 | Ejercito; - Efectivos: 1.311.000 - Tanques: 2.627 - Vehículos blindados: 17.516 - Artillería autopropulsada: 662 - Artillería remolcada: 2.629 - Lanzacohetes múltiples: 600 |
| Fuerza Aérea; - Efectivos: Más de 300.000 - Aviones: 2.229 totales - Aviones de combate: 513 - Aviones de transporte: 270 - Aviones de entrenamiento: 351 - Aviones de repostaje: 6 - Helicópteros totales: 899 totales - Helicópteros de ataque: 80 - Drones: 2000 a 2500                                                                         | Fuerza Aérea; - Efectivos: 78.000 - Aviones: 1.399 totales - Aviones de combate: 328 - Aviones de ataque: 90 - Aviones de transporte: 64 - Aviones de entrenamiento: 565 - Aviones de repostaje: 4 flotas - Helicópteros totales: 373 - Helicópteros de ataque: 57 - Drones: Alrededor de 300 |
| Armada; - Efectivos: 142.000 - Barcos: 293 totales - Portaviones: 2 - Destructores: 13 - Fragatas: 14 - Submarinos: 18 - Corbetas: 18 - Barcos patrulla: Sin datos | Armada; - Efectivos: 124.000 - Barcos: 121 totales - Portaviones: 0 - Destructores: Sin datos - Fragatas: 9 - Submarinos: 8 - Corbetas: 9 - Barcos patrulla: 69 |
| Armas nucleares; - 172 y 180 ojivas | Armas nucleares; - 170 ojivas |
| Defensa antiaérea y misiles: - Sistema de misiles Prithvi: Intercepta misiles a gran altitud. - Sistema de Defensa Aérea Avanzada (AAD), conocido como Ashwin: Intercepta misiles a baja altitud. - Se espera que estos sistemas puedan interceptar ataques desde 5000 km. - Misiles de crucero hipersónicos BrahMos y BrahMos-2, multiplataforma. | Defensa antiaérea y misiles: - HQ-9P/HQ-9BE: Sistemas de largo alcance y altitud media-alta. El HQ-9BE tiene un alcance reportado de hasta 260 km. - HQ-16FE: Sistemas de medio a largo alcance, con un alcance de hasta 160 km. - FM-90 (HQ-7), GIDS Anza, RBS 70, FIM-92 Stinger, Crotale: Sistemas de corto alcance. - Misiles balísticos de corto alcance (SRBM): Ghaznavi (290-320 km), Shaheen-I (750-1000 km), Nasr (70-100+ km), Hatf-I (70-100 km), Abdali (180-450 km). - Misiles balísticos de medio alcance (MRBM): Ghauri-I (1.500 km), Ghauri-II (2.000-2.300 km), Shaheen-II (2.500 km), Shaheen-III (2.750 km), Ababeel (2.200 km - capacidad MIRV informada pero no confirmada). - Misiles de crucero: Babur (Hatf 7) (350-700 km - variantes lanzadas desde tierra y mar), Ra'ad/Ra'ad-II/Taimur/KaGeM V3 (misiles de crucero lanzados desde el aire - los alcances varían), Harbah, Zarb, C-802A, CM-302 (antibuque/superficie). - Artillería de cohetes: Sistemas como KRL Ghazab, A-100E, Fatah-I/II con alcances de 40 a 400 km. |
| Logística: - Aeropuertos: 311 - Puertos: 56 - Líneas ferroviarias: 65.000 km. | Logística: - Aeropuertos: 116 - Puertos: 3 - Líneas ferroviarias: 11.900 km. |

## Guerras

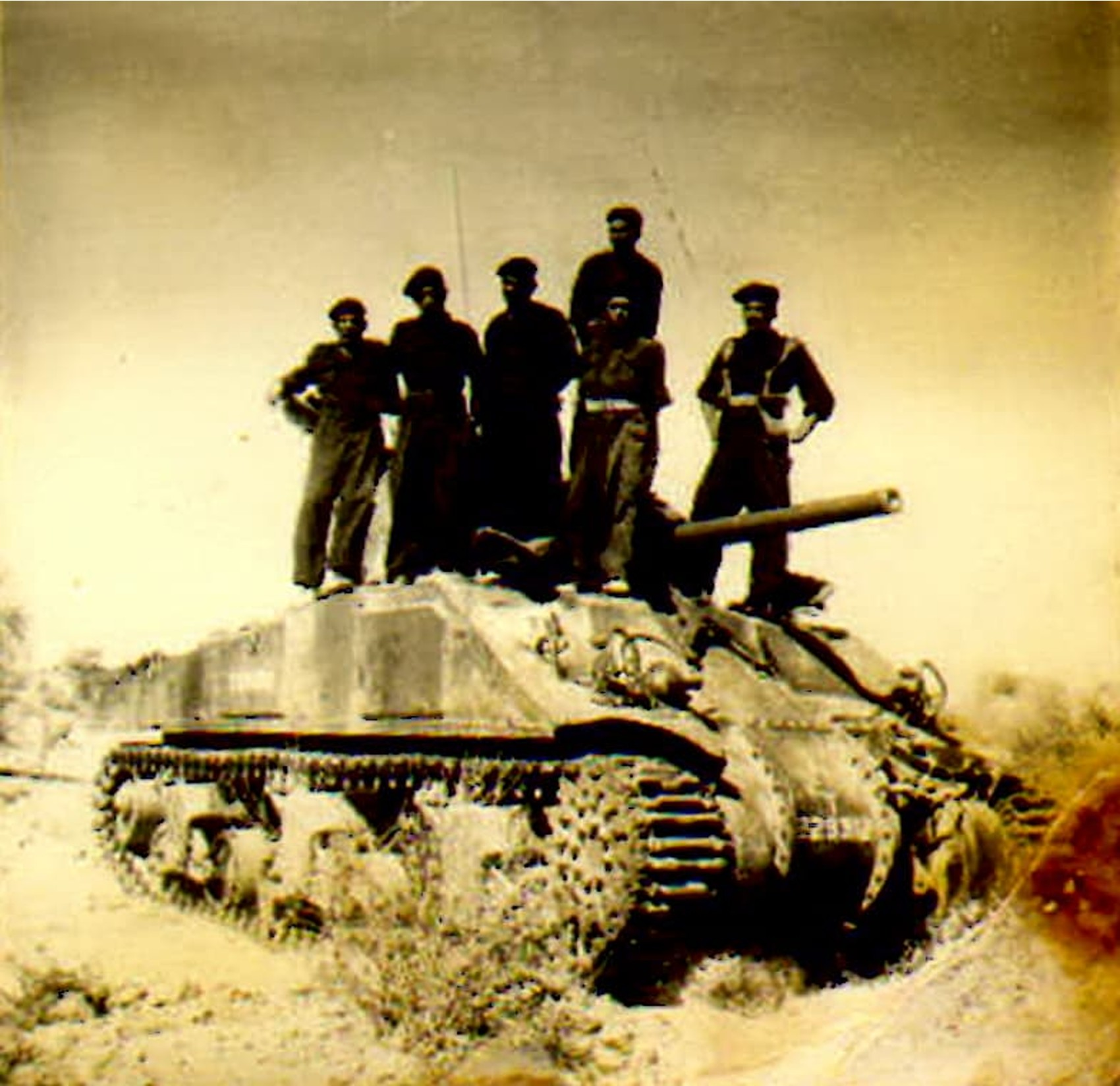
Soldados paquistaníes posan para una fotografía en un M4A4 Sherman indio derribado durante una batalla en la guerra de 1965 con la India.

- Guerra indo-pakistaní de 1947
- Guerra indo-pakistaní de 1965
- Guerra indo-pakistaní de 1971
- Guerra indo-pakistaní de 1999
- Guerra indo-pakistaní de 2025